# Перевёрнутая M
Ɯ, ɯ (перевёрнутая M) — буква расширенной латиницы.

## Использование
- В 1957—1982 годах использовалась в чжуанском алфавите для обозначения звука /ɯ/, но впоследствии была заменена буквой W.[1]
- В международном фонетическом алфавите обозначает неогубленный гласный заднего ряда верхнего подъёма — /ɯ/.[2]
- Иногда используется для записи японского /u/.
- Также использовалась в Фонотипическом алфавите, где имела заглавную форму .
- В Уральском фонетическом алфавите обозначает звук [ʉ][3]. Также в нём присутствует перевёрнутая на 90° против часовой стрелки форма данной буквы ᴟ.